# Atentado contra a Catedral de Sveta-Nedelya

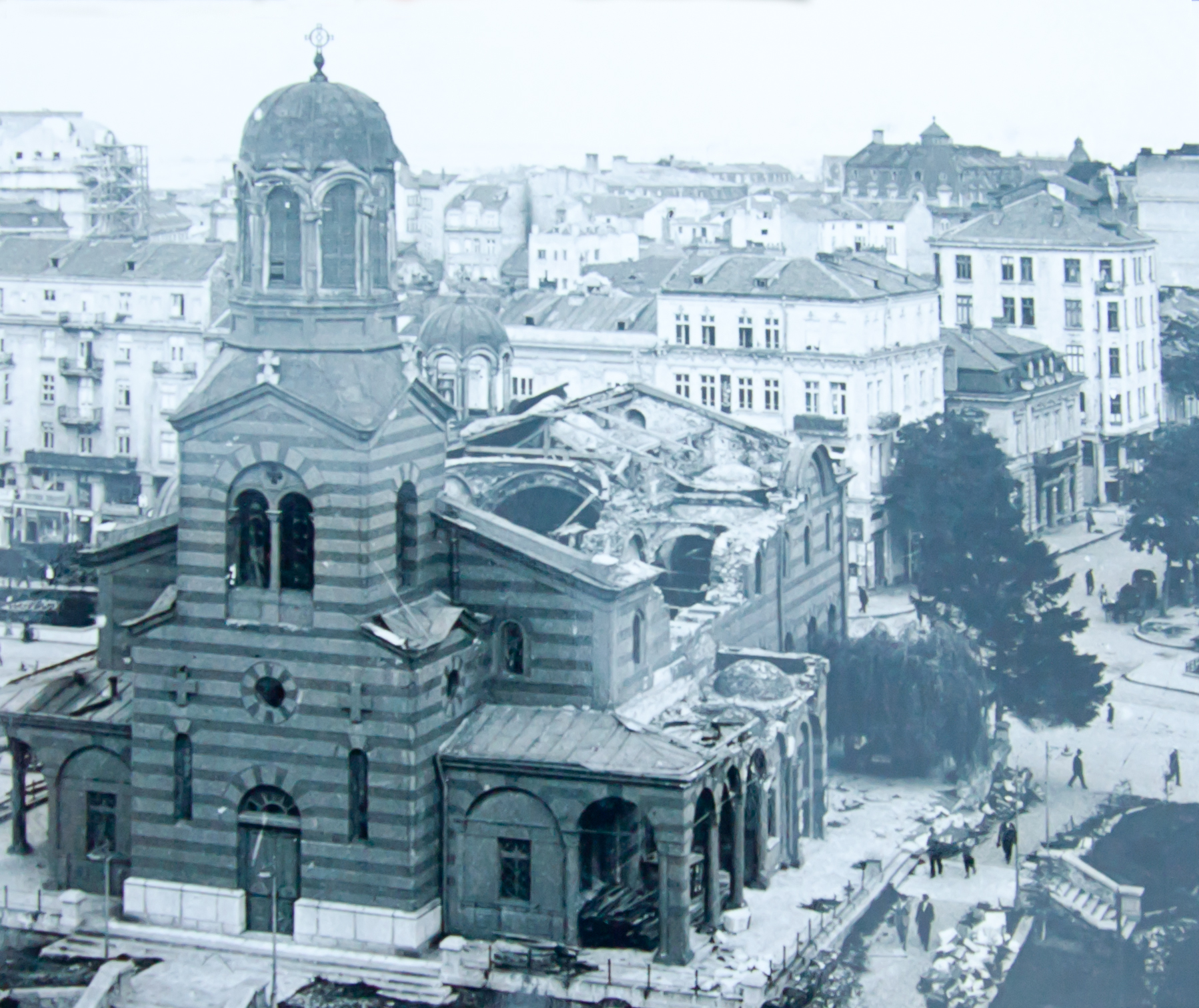
Aparecimento da Catedral de Sveta-Nedelya após o ataque comunista

O atentado da Catedral de Sveta-Nedelya de Sófia é o ato terrorista mais mortal da história da Bulgária. Perpetrada em 16 de abril de 1925 por membros do Partido Comunista Búlgaro (PCB), a ação aconteceu durante o funeral do general Konstantin Georgiev, que havia sido assassinado dois dias antes pelos bolcheviques. Durante a cerimônia, a cúpula principal da Catedral explodiu e, quando caiu sobre a multidão, causou a morte de 128 pessoas, incluindo vários políticos e oficiais proeminentes do exército búlgaro.

## Contexto
Após o fracasso do golpe comunista de setembro de 1923 em resposta ao golpe militar na Bulgária em 1923 e a proibição do PCB em 2 de abril de 1924 pelo Tribunal Superior de Recurso, todos resultando na prisão de numerosos ativistas comunistas, o PCB estava em uma situação difícil. Passando de 38.000 para 3.000 membros, a própria existência do partido estava cada vez mais ameaçada. O Comitê Central do PCB decidiu então organizar um grupo de ação, composto por Yako Dorosiev, Capitão Ivan Minkov e Valko Chervenkov. A Organização Militar (OM) do PCB, dirigida pelo Comandante Kosta Yankov e Capitão Ivan Minkov, foi organizada em pequenas células terroristas que realizaram ataques isolados. No entanto, isso não impediu a polícia búlgara de ser informada de suas atividades e de conseguir o desmantelamento da maioria desses pequenos grupos de ativistas.
Em dezembro de 1924, o PCB recrutou Petar Zadgorski, o sineiro da Catedral de Sveta-Nedelya. Dimitar Hadzhidimitrov e Dimitar Zlatarev, chefes da seção armada do OM, sugeriram então que o chefe da polícia, Vladimir Nachev, fosse assassinado e que seu funeral fosse usado como uma armadilha. Esperavam, dessa forma, eliminar um bom número de policiais de alto escalão, para amenizar a pressão exercida pelas autoridades sobre o PCB. A ideia foi bem recebida por Stanke Dimitrov, secretário do Comitê Central do partido, que a discutiu com Georgi Dimitrov e Vasil Kolarov, secretários-gerais do Internacional Comunista (Comintern), no início de 1925. No entanto, este último rejeitou a proposta, pensando que um ato deste tipo deve ser precedido por um levante a nível nacional.
Durante este tempo, o governo búlgaro continuou a perseguir o Partido Comunista Búlgaro. Em 10 de março de 1925, em decorrência do assassinato do alto funcionário Valcho Ivanov em 12 de fevereiro anterior, foi introduzida uma emenda na Lei de Proteção do Estado, emenda que conferia maior liberdade de ação às autoridades. Em 26 de março, Yako Dorosiev, um dos principais chefes da OM, foi assassinado. Sentindo-se ameaçados, os líderes do PCB e do OM finalmente decidiram organizar seu plano. Não foi possível demonstrar se esta decisão recebeu ou não a aprovação ou assistência do Comintern.

## O ataque

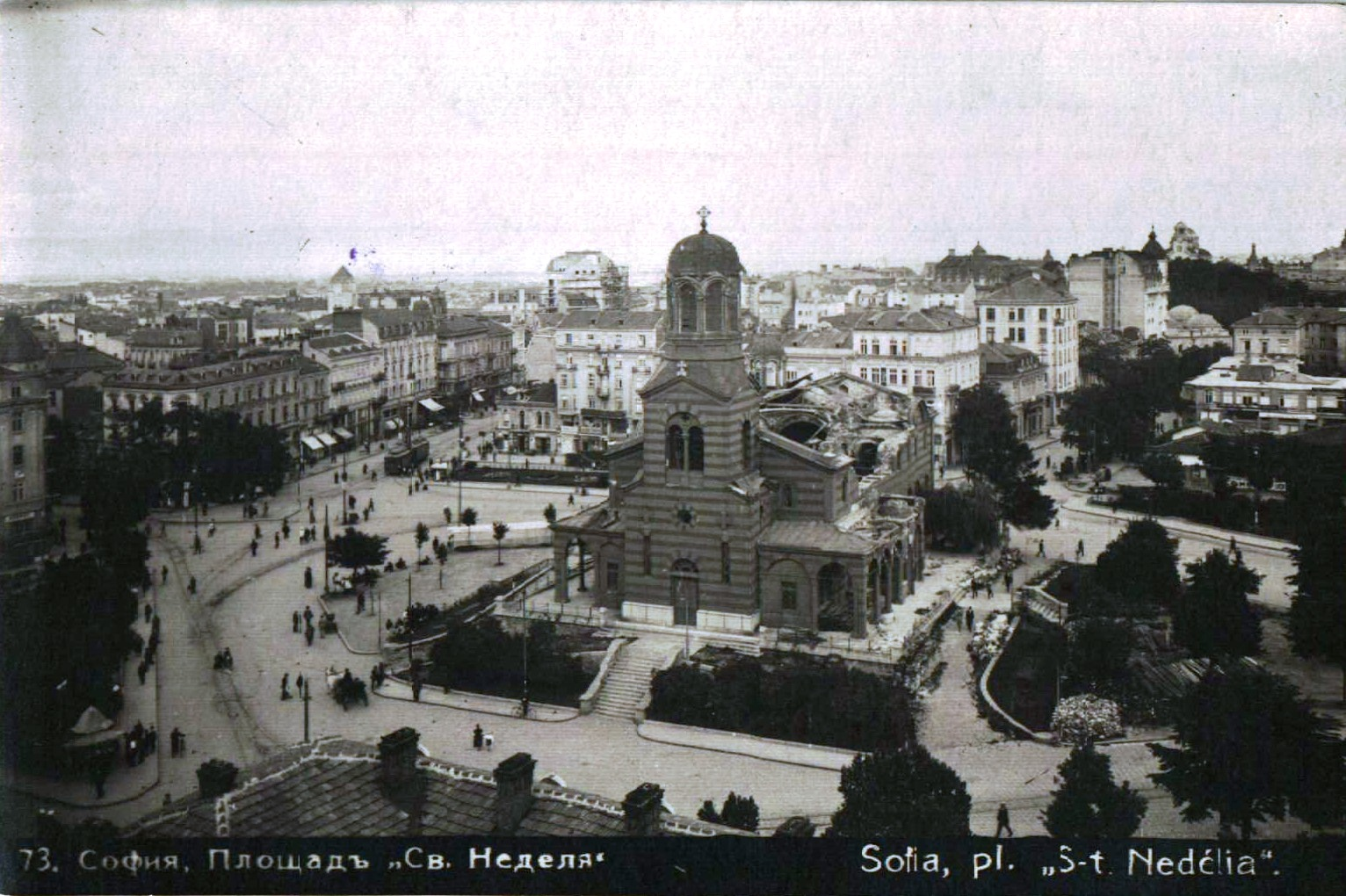
Igreja de Santa Nedelya após o ataque de 16 de abril de 1925, Sófia, Bulgária.

A liderança da OM confiou esta missão à unidade de ação de Petar Abadzhiev, que foi a mesma que recrutou o sineiro Petar Zadgorski. Com a ajuda deles, Abadzhiev e Asen Pavlov plantaram 25 quilos de explosivos no sótão da Catedral de Sveta-Nedelya ao longo de duas semanas. Os explosivos foram acondicionados em uma embalagem, em uma das colunas da cúpula principal, localizada na entrada sul do prédio. O sistema de detonação era dotado de um fusível de 15 metros de comprimento, que deveria permitir aos terroristas escapar antes que ocorresse a explosão.
No entanto, havia um problema. O sepultamento de Vladimir Nachev foi coberto com uma proteção tão reforçada pela Polícia que o OM preferiu procurar outra vítima, para a qual uma nova cerimônia seria realizada em conformidade. Eles decidiram pelo velho general Konstantin Georgiev, deputado da maioria do governo. Em 14 de abril de 1925, às 20h00, Konstantin Georgiev foi assassinado por Atanas Todovichin, em frente a uma igreja em Sofia para a qual ele se dirigia com sua neta.
O funeral do general Georgiev foi marcado para dois dias depois, na Quinta-feira Santa. Para aumentar o número de vítimas, os organizadores do ataque enviaram convites falsos para a cerimônia a vários funcionários em nome da associação dos oficiais da reserva. Às 7 da manhã, Zadgorski conduziu Nikola Petrov ao sótão, onde Petrov deveria acender o fusível ao receber o sinal de Zadgorski. O cortejo fúnebre entrou na catedral às 15h00. A cerimônia foi presidida pelo Bispo Stefan, que mais tarde seria nomeado Exarca da Bulgária. O caixão foi instalado inicialmente ao lado da coluna que deveria explodir, mas foi ligeiramente avançado devido ao grande público que compareceu à cerimônia.
De acordo com o plano dos terroristas, Zadgorski deu o sinal para acender o pavio para Nikola Petrov, assim que os presentes se reuniram e a cerimônia começou. Os dois então deixaram o prédio às 15h20. A explosão destruiu a cúpula principal da catedral, enterrando e ferindo muitas pessoas que estavam dentro do templo.
Houve cento e vinte e oito mortos como resultado do ataque e cerca de quinhentos feridos. Por acaso, todos os membros do governo da Bulgária sobreviveram. O czar Boris III, por sua vez, não esteve presente na cerimônia; Por sua vez, vítima de um atentado dois dias antes no porto de Araba-Konak, nas montanhas de Stara planina, esteve no funeral das vítimas do seu próprio atentado: o guarda-costas e o director adjunto do Museu de História Natural.
Entre as vítimas resgatadas dos escombros da catedral estavam onze generais, entre os quais o General Kalin Naydenov (Ministro da Guerra durante a Primeira Guerra Mundial), o General Ivan Popov e o General Grigor Kyurkchiev; vinte e oito chefes militares; o comandante do Exército Búlgaro em Dojran, Stefan Nerezov; o prefeito de Sofia Paskal Paskalev; o governador regional Nedelchev; o Chefe de Polícia Kisov; três deputados; quatro jornalistas; dois advogados; um banqueiro; quatro arquitetos; e uma turma completa de um instituto para meninas.